# 667 Denise
667 Denise è un asteroide della fascia principale del diametro medio di circa 81,28 km. Scoperto nel 1908, presenta un'orbita caratterizzata da un semiasse maggiore pari a 3,1825824 UA e da un'eccentricità di 0,1921869, inclinata di 25,40182° rispetto all'eclittica.
L'origine del suo nome è sconosciuta.